# Valery Meladze
Valery Chotaievitch Meladze (em russo:  Валерий Шотаевич Меладзе, em georgiano:  ვალერი მელაძე; nasceu em 23 Junho 1965 em Batumi) é um cantor naturalizado russo que nasceu na Geórgia. Ele é irmão do compositor e produtor Konstantin Meladze, que escreve canções para ele.

## Biografia

### Início da vida
Valery Meladze nasceu em 23 de junho de 1965 em Batumi, então República Socialista da Geórgia, filho de Shota e Nelly Meladze, que eram engenheiros. Valery tem um irmão, Konstantin (1963), e uma irmã, Liana (1968). Ele era uma criança impaciente e desobediente, enquanto seu irmão era muito quieto. Ele foi para a escola de música e aprendeu a tocar piano. Na escola, ele não estudou bem. Decidiu seguir a carreira de seus pais, sua avó e seu avô também eram engenheiros. Meladze entrou no Instituto Naval Nikolayev na Ucrânia para estudar engenharia mecânica de navios. Em 1985, o irmão de Valery começou tocando teclado no grupo de "April". Depois de algum tempo, Valery começou a cantar no grupo como vocalista de back-up, mas este grupo se desfez.

### O primeiro sucesso
Quando ele estava estudando no seu terceiro ano, ele conheceu sua futura esposa Irina. Eles se casaram em 1989. Ele vivia em um dormitório e carecia de bolsas de estudo para alimentar sua esposa e filha. Durante este ano, seu álbum caseiro "April" chegou ao produtor do grupo Dialog que foi sucesso da União Soviética. O produtor gostou da voz de Valery. Valery começou a cantar no grupo como vocalista e Konstantin começou a escrever canções para o grupo. Em 1991, foi lançado o álbum "Dialog" - "Poseredine Mira" (Посерeдине Мира; meio do mundo).
Em 1993, o produtor do grupo faleceu, e o grupo teve problemas financeiros. "Dialog" perdeu a sua popularidade e em finais de 1993 Meladze deixou o grupo. Durante o Tour de Moscou, que reuniu o seu futuro produtor Evgeniy Frindland. Evgeniy ajudou a gravar as primeiras músicas de Valery - "Ne Trevoz Mne Dushu, Skripka" (Не тревожь мне душу, скрипка; Não perturbe a minha alma, violino). Após o sucesso da primeira música, Evgeniy Valery pediu para alterar o seu sobrenome (apelido) de "Meladze" para "Lisov" ou "Lisovsky", porque a partir de [língua] [da Geórgia] "mela" traduz para russo como "Lisa" (em inglês:   fox). Mas Valery recusou.
Muitos gravadoras não queriam trabalhar com Meladze, "porque esta música não era moderna... longa e não é feliz". Mas em 1995 seu "demo" foi ouvido por Alla Pugacheva e ela convidou Valery para cantar sua canção de "O Encontro de Natal", em Moscou. Após o sucesso na "reunião" Valery lançou seu primeiro álbum solo "Sera" (Сера) no rótulo de música "Souz". Song "Sera" - um das mais bem sucedidas canções de Valery naquele momento. Também canções "Poserеdine Leta" (Посередине Лета; no meio do verão) e "perado Noch 'Rozdestvom" (Ночь Перед Рождеством, véspera de Natal) teve grande sucesso.

### Сontinuação do sucesso
No final de 1995 Valery ganhou dois prêmios, Ovatsii e Zvezdy em "Debut do ano " de nomeação de "O melhor Cantor do Ano". Em outubro de 1996 seu segundo álbum de estúdio romantik Posledniy (A Última romântica) foi lançado.
No início de 1997 foi Valery deu 19 concertos nas maiores cidades russas. 7 e 8 de Março Valeriy cantou no Olympik de Moscou. No final do ano foi lançado o primeiro concerto e o álbum "Live Olympik Moscou".
Em 1998, os irmãos romperam o relacionamento com o produtor Evgeniy Frindland e com a gravadora "Souz". Mas, em janeiro daquele ano, o terceiro álbum de estúdio Samba Belogo Motylka (Samba da Traça Branco) foi liberada. Após disputa com um produtor, Valery mudou sua imagem pública, ele começa a usar apenas roupas formais e a música tornou-se mais cruel e agressiva.
Em 1999, Konstantin mudou-se para Kiev para trabalhar no canal ucraniano "Inter" e escreveu canções para seu irmão menor. Portanto Valery lançado maiores hits do álbum "The O melhor". Muitos fãs pensavam que deixou Valery show-business. No entanto, no final de 1999 foi lançado quarto álbum de estúdio - "Vsyo Tak I bylo" (em russo: Всё так и было, Inglês: Tudo foi assim) em uma nova etiqueta "Iseburg Mesic. Songs "Mechta" (em russo: Мечта, Inglês: Dream) ", Rossvetnaya" (em russo: Рассветная, Inglês: Daybreakly) e "Krasivo" (Beautiful; Красиво) liderou as paradas russas. No mesmo ano cartoon Meladze expressou "Neznajka Na Lune", e escreveu uma canção com o mesmo nome.

### Pausa na carreira e colaboração com a "Via Gra"
Em 2000 os irmãos fundaram o grupo pop russo-ucraniana "VIA Gra (Гра ВИА). Neste momento Valery teve uma pausa em sua carreira. Mas em 2004 foi lançado músicas em dueto com a" Via Gra "Prityazeniya Bolshe Net" (Притяжения Больше Нет, que pode ser traduzido tanto como 'Atração No More'ou 'No More Gravity ") e " Tri Reki Okean I "(Mar e Três rios; Океан и Три Реки) (em 2003 ) No mesmo ano o álbum de maiores sucessos "Nastojashee" (Realmente, as verdadeiras;. Настоящее) foi lançado Fedor Bondarchuk vídeo filmado "Komediant", que foi proibido na Rússia em 1 de março de 2002 atuou em Valery Kreml e no outono.. do ano foi para os EUA durante o Tour deu 11 concertos Neste ano Meladze participar do projeto Primeira Chanel "10 músicas de Moscou" e cantado canção "Podmoskovnie Vechera. " (em russo: вечера Подмосковные, Inglês: Noites de Moscou).
Em 2003 foi lançado quinto álbum, "Nega" (Нега). Songs "Se La Vi", "Ya Mogu NE Bez Tebya"e "Oskolki Leta" teve um sucesso no SIA. Na primavera de 2003 foi re-lançado álbum "Sera", "Poslednij Romantik", "Samba Belogo Motilka"e "i tak Vse bilo". Também foi lançado álbum, "Nega" (em russo: Нега). Em 2004 Meladze ganhou dois prêmios "Muz-TV" e "Russian Music Awards" como "The Best Voclist", "A O melhor Canção"(Pritashenya Net Bolishe) e "O O melhor Dueto". Em 2005, Valery foi "The O melhor Cantor" novamente e também ganhou o prêmio como "Melhor Dueto"com"Okean eu Tri Reki". Ele lançou uma compilação de "Okean"para o décimo da carreira. Em 2006, Valery ganhou o prêmio como "Cantora do Ano " e se tornou um artista Meritório da Rússia. Os irmãos Meladze foram os produtores de "Fabrika Zvezd-7", em 2007. No final de 2008 tornou-se artista Valery Popular da Chechénia e lançado sexta álbum de estúdio "Vopreki"

## Prêmios
Meladze e Nu Virgos grupo feminino foram concedidos a título de O melhor Duo do Ano na Rússia Music Awards 2004. Em 2 de junho de 2006 Meladze venceu a quarta-Muz TV Music Award como o O melhor Artista do Ano ". Em 24 de agosto do mesmo ano, foi classificada como a O melhor Intérprete e Melhor Artista do russo nomeações MTV Music Awards. Valery é um artista de mérito da Rússia  e Artista do Povo da Chechênia.

### Álbuns de estúdio
| Sera - Release: 1995                                           |
| Posledny romantik O Último Romantico - Release: October 1996   |
| Samba belogo motylka Samba da borboleta branca - Release: 1998 |
| Vsyo tak i bylo Tudo foi assim - Release: 1999                 |
| Nega A Felicidade - Release: 2003                              |
| Vopreki Apesar - Release: 2008                                 |

### Álbuns
| The Best - Release: 1999                        |
| Nastoyashchee Realmente - Release: October 2002 |
| Okean Oceano - Release: January 2005            |
| The Best - Release: 2008                        |

### Álbum Concerto
| Live Olympic Moscow - Release: 1997 |

## Vida pessoal
No verão de 1989 casou-se com uma engenheira, Irina, em Batumi. Eles tiveram três filhas e se divorciaram em 2011.